# Hansi Hinterseer
Hans „Hansi” Hinterseer (ur. 2 lutego 1954 w Kitzbühel) – austriacki narciarz alpejski, olimpijczyk, komentator sportowy, piosenkarz, aktor, artysta estradowy.

## Wczesne życie
Hansi Hinterseer pochodzi z rodziny narciarskiej. Jest synem mistrza olimpijskiego w slalomie (IO 1960) Ernsta (ur. 1932) i Reingardy. Ma dwóch młodszych braciː Ernsta Jr. (ur. 1963) i Guido (ur. 1964), który również był narciarzem alpejskim.

## Kariera sportowa
W zawodach Pucharu Świata zadebiutował 9 stycznia 1972 roku w Berchtesgaden, zajmując dziewiąte miejsce w slalomie. Tym samym już w debiucie zdobył pierwsze punkty. Na podium po raz pierwszy stanął 15 stycznia 1973 roku w Adelboden, kończąc rywalizację w gigancie na drugiej pozycji. W zawodach tych rozdzielił Włocha Gustava Thöniego i Erika Håkera z Norwegii. W kolejnych startach jeszcze 20 razy stawał na podium, odnosząc przy tym sześć zwycięstw: 8 marca 1973 roku w Anchorage, 8 grudnia 1973 roku w Val d’Isère i 25 lutego 1977 roku w Furano wygrywał giganty, a 27 stycznia 1974 roku w Kitzbühel, 21 lutego 1975 roku w Naeba i 21 grudnia 1975 roku w Schladming był najlepszy w slalomach. W klasyfikacji generalnej sezonu 1973/1974 zajął trzecie miejsce, a w klasyfikacji giganta był drugi. Ponadto w sezonie 1972/1973 zdobył Małą Kryształową Kulę za triumf w klasyfikacji giganta, a w sezonie 1975/1976 był trzeci w klasyfikacji slalomu.
Wystartował na mistrzostwach świata w Sankt Moritz w 1974 roku, zdobywając srebrny medal w gigancie. Uplasował się tam między dwoma Włochami: Gustavem Thönim i Piero Grosem. Był to jego jedyny medal wywalczony na międzynarodowej imprezie tej rangi. Na tej samej imprezie wystąpił też w slalomie, jednak został zdyskwalifikowany w drugim przejeździe. Na rozgrywanych dwa lata później igrzyskach olimpijskich w Innsbrucku był czternasty w gigancie, a w slalomie nie ukończył pierwszego przejazdu.
Po zakończeniu kariery sportowej był komentatorem dla stacji ORF, relacjonując głównie zawody slalomu i giganta.

## Osiągnięcia

### Igrzyska olimpijskie
| Miejsce | Dzień     | Rok  | Miejscowość | Konkurencja | Czas    | Strata | Zwycięzca   |
| ------- | --------- | ---- | ----------- | ----------- | ------- | ------ | ----------- |
| 14.     | 10 lutego | 1976 | Innsbruck   | Gigant      | 3:26,97 | +6,83  | Heini Hemmi |
| DNF1    | 14 lutego | 1976 | Innsbruck   | Slalom      | 2:03,29 | -      | Piero Gros  |

### Mistrzostwa świata
| Miejsce | Dzień     | Rok  | Miejscowość  | Konkurencja | Czas biegu | Strata | Zwycięzca    |
| ------- | --------- | ---- | ------------ | ----------- | ---------- | ------ | ------------ |
| 2..     | 5 lutego  | 1974 | Sankt Moritz | Gigant      | 3:07,92    | +0,92  | Gustav Thöni |
| DSQ2    | 10 lutego | 1974 | Sankt Moritz | Slalom      | 1:49,98    | -      | Gustav Thöni |
| 14.     | 10 lutego | 1976 | Innsbruck    | Gigant      | 3:26,97    | +6,83  | Heini Hemmi  |
| DNF1    | 14 lutego | 1976 | Innsbruck    | Slalom      | 2:03,29    | -      | Piero Gros   |

### Puchar Świata

#### Miejsca w klasyfikacji generalnej
- sezon 1971/1972: 36.
- sezon 1972/1973: 4.
- sezon 1973/1974: 3.
- sezon 1974/1975: 6.
- sezon 1975/1976: 5.
- sezon 1976/1977: 14.
- sezon 1977/1978: 54.

#### Miejsca na podium w zawodach
1. Adelboden – 15 stycznia 1973 (gigant) – 2. miejsce
2. Megève – 19 stycznia 1973 (gigant) – 2. miejsce
3. Mont-Sainte-Anne – 2 marca 1973 (gigant) – 2. miejsce
4. Anchorage – 8 marca 1973 (gigant) – 1. miejsce
5. Naeba – 12 marca 1973 (gigant) – 2. miejsce
6. Val d’Isère – 8 grudnia 1973 (gigant) – 1. miejsce
7. Saalbach-Hinterglemm – 16 grudnia 1973 (gigant) – 3. miejsce
8. Morzine – 13 stycznia 1974 (gigant) – 2. miejsce
9. Adelboden – 21 stycznia 1974 (gigant) – 3. miejsce
10. Kitzbühel – 27 stycznia 1974 (slalom) – 1. miejsce
11. Voss – 2 marca 1974 (gigant) – 2. miejsce
12. Zakopane – 6 marca 1974 (slalom) – 3. miejsce
13. Vysoké Tatry – 9 marca 1974 (gigant) – 3. miejsce
14. Fulpmes – 21 stycznia 1975 (gigant) – 3. miejsce
15. Chamonix – 30 stycznia 1975 (slalom) – 3. miejsce
16. Naeba – 21 lutego 1975 (slalom) – 1. miejsce
17. Naeba – 23 lutego 1975 (gigant) – 3. miejsce
18. Vipiteno – 15 grudnia 1975 (slalom) – 2. miejsce
19. Schladming – 21 grudnia 1975 (slalom) – 1. miejsce
20. Zwiesel – 27 stycznia 1976 (gigant) – 3. miejsce
21. Furano – 25 lutego 1977 (gigant) – 1. miejsce

## Kariera artystyczna
Hansi Hinterseer w 1994 roku rozpoczął karierę artystyczną, obecnie jest znanym piosenkarzem popowym oraz szlagierowym. Zagrał także w kilku filmach muzycznych.

### Dyskografia
Albumy studyjne
| Rok  | Album                            | Pozycje na listach sprzedaży | Pozycje na listach sprzedaży | Wytwórnia          |
| Rok  | Album                            | DEN                          | DE                           | Wytwórnia          |
| ---- | -------------------------------- | ---------------------------- | ---------------------------- | ------------------ |
| 1995 | Wenn man sich lieb hat           | –                            | –                            | White Records      |
| 1996 | Träum´mit mir                    | –                            | –                            | White Records      |
| 1997 | Ich warte auf Dich               | –                            | –                            | White Records      |
| 1998 | Du bist alles                    | –                            | –                            | BMG, White Records |
| 1999 | Mein Geschenk für Dich           | –                            | –                            | White Records      |
| 2001 | Dann nehm ich dich in meine Arme | –                            | –                            | White Records      |
| 2002 | Vater, dein Wille geschehe       | –                            | –                            | BMG                |
| 2002 | Meine Lieder, Deine Träume       | –                            | –                            | BMG, White Records |
| 2004 | Danke für deine Liebe            | –                            | –                            | White Records      |
| 2009 | Komm mit mir                     | –                            | –                            | Ariola Records     |
| 2010 | The Danish Collection            | 1                            | –                            | Sony Music         |
| 2010 | Ich hab Dich einfach lieb        | 1                            | –                            | Ariola Records     |
| 2010 | Glædelig Jul                     | 14                           | –                            | Sony Music         |
| 2010 | Das Beste von Hansi Hinterseer   | 16                           | –                            | Sony Music         |
| 2011 | Zwei Herzen                      | 2                            | –                            | Sony Music         |
| 2011 | Jedes jahr zur selben zeit       | 14                           | –                            | Seven Days Music   |
| 2012 | Im siebten Himmel                | 3                            | –                            | Seven Days Music   |
| 2013 | Heut ist dein tag                | 2                            | –                            | Sony Music         |
| 2013 | De største hits                  | 6                            | –                            | Ariola Records     |
| 2013 | Das Beste - Mein Tirol           | –                            | –                            | Telamo             |
| 2013 | Weihnachten mit Hansi            | –                            | –                            | Telamo             |
| 2014 | 20 – Das Beste Zum Jubiläum Live | 14                           | –                            | Sony Music         |
| 2015 | Gefühle                          | 10                           | –                            | Ariola Records     |
| 2017 | Für mich ist Glück...            | 39                           | –                            | Sony Music         |
| 2019 | Ich halt zu dir                  | 11                           | –                            | Telamo             |
| 2020 | Weihnachten miteinander          | 21                           | –                            | Telamo             |
|      | Goldene Weihnacht                | –                            | –                            | BMG, White Records |

Single
| Rok  | Tytuł              | Pozycje na listach sprzedaży | Album                 |
| Rok  | Tytuł              | DE                           | Album                 |
| ---- | ------------------ | ---------------------------- | --------------------- |
| 2010 | "Hände Zum Himmel" | 68                           | The Danish Collection |

### DVD
- 2010: Ich hab dich einfach lieb! Kitzbühel Open Air 2010

### Filmografia
- 1997: "Hochwürdens Ärger mit dem Paradies"
- 2000: "Da wo die Berge sind"
- 2002: "Da wo die Liebe wohnt"
- 2003: "Da wo die Heimat ist"
- 2004: "Da wo die Herzen schlagen"
- 2005: "Da wo das Glück wartet"

## Życie prywatne
Hansi Hinterseer był dwukrotnie żonaty. W latach 1975–1979 był żonaty z Anneliese Gröderer. Od 1986 roku żoną Hansiego jest Romana, z którą ma dwie córkiː Laurę (ur. 1988) i Jessicę. Bratankowie Hansiego, synowie brata Guidoː Lukas (ur. 1991) i Nicolas (ur. 1995) są piłkarzami.